# Кубок Виктора Лаврова
Кубок памяти заслуженного тренера России Виктора Георгиевича Лаврова - традиционный предсезонный турнир по гандболу организованный гандбольным клубом "Виктор" в честь своего основателя и тренера Виктора Георгиевича Лаврова

## История
31 июля  2017 года Виктор Георгиевич погибает в автокатастрофе. Это становится большим ударом для всего российского гандбола. Виктор Лавров был один из тех энтузиастов кто культивировал и развивал классический и пляжный гандбол в России. Именно благодаря ему в Ставрополе появился гандбольный клуб "Виктор" . Именно благодаря ему в России образовался новый гандбольный центр, воспитанники которого добились спортивных высот защищая цвета родной страны.
Поэтому руководство клуба "Виктор" уже в 2018 году организует турнир в память своего отца-основателя. Первый розыгрыш переходящего трофея решено провести в Буденновске ,где ставропольская команда проводила свои домашние матчи.  На августовский предсезонный кубок отправились  шесть  клубов российской Суперлиги.

## Кубок Лаврова 2018
В первом турнире, который прошёл в Буденновске(с 21 августа по 25 августа), приняли участия шесть клубов Суперлиги. Первым обладателем кубка Лаврова стал краснодарский СКИФ
| Место                   | 1     | 2     | 3     | 4     | 5     | 6     | И | В | Н | П | М       |
| ----------------------- | ----- | ----- | ----- | ----- | ----- | ----- | - | - | - | - | ------- |
| СКИФ(Краснодар)         | -     | 16:25 | 32:26 | 31:22 | 24:23 | 31:25 | 5 | 4 | 0 | 1 | 134-121 |
| Виктор(Ставрополь)      | 25:16 | -     | 29:26 | 22:24 | 23:21 | 35:28 | 5 | 3 | 0 | 2 | 127-122 |
| СГАУ (Саратов)          | 26:32 | 26:29 | -     | 27:21 | 31:28 | 28:24 | 5 | 3 | 0 | 2 | 138-134 |
| Динамо (Астрахань)      | 22:31 | 24:22 | 21:27 | -     | 31:22 | 34:28 | 5 | 3 | 0 | 2 | 132-130 |
| Пермские медведи(Пермь) | 23:24 | 21:23 | 28:31 | 22:31 | -     | 32:28 | 5 | 1 | 0 | 4 | 126-137 |
| Каустик (Волгоград)     | 31:25 | 28:35 | 24:28 | 28:34 | 28:32 | -     | 5 | 0 | 0 | 5 | 132-160 |

## Кубок Лаврова 2019
Турнир принял Будённовск с 17 по 22 августа, и в России он стал самым представительным, так как собрал восемь команд Суперлиги Париматч.
Соревнования состояли из двух этапов – предварительного и плей-офф. Сначала команды разбили на две равные группы. По две сильнейшие из каждой выходили в полуфинал.
Группа А: Виктор (Ставрополь), «Динамо» (Челябинск), «СГАУ-Саратов» (Саратов), СКИФ (Краснодар);
Группа B: «Динамо Астрахань» (Астрахань), «Каустик» (Волгоград), «Пермские медведи» (Пермь), «Таганрог-ЮФУ» (Таганрог).
Сильнейшим в группе А стал СКИФ, который одержал три победы. Также в полуфинал вышел «СГАУ-Саратов».
В группе B первое место обеспечил новичок Суперлиги Париматч – «Таганрог-бжВЛ
ЮФУ», как и СКИФ, выигравший три матча. Вторую строчку заняли «Пермские медведи», обошедшие динамовцев из Астрахани по разнице заброшенных и пропущенных мячей.
В полуфиналах сыграли:
- «Пермские медведи» - СКИФ
- «СГАУ-Саратов» - «Таганрог-ЮФУ»

Первый полуфинал прошёл в напряженной борьбе, «Пермские медведи» вырвали победу с разницей лишь в один мяч – 34:33. В другой встрече «СГАУ-Саратов» уверенно переиграл «Таганрог-ЮФУ» - 31:27.
Финальная игра получилась столь же захватывающей. Вновь упорная борьба, и снова лишь минимальное преимущество. Победителем «Кубка Виктора Лаврова» стал «СГАУ-Саратов», который взял верх над «Пермскими медведями» со счетом 32:31. Третье место на турнире занял краснодарский СКИФ, который добился более чем уверенной победы над «Таганрогом-ЮФУ» – 36:24.
- 1 место – «СГАУ-Саратов»
- 2 место – «Пермские медведи»
- 3 место – СКИФ
- 4 место – «Таганрог-ЮФУ»
- 5 место – «Каустик»
- 6 место – «Динамо Астрахань»
- 7 место – «Виктор»
- 8 место – «Динамо» (Челябинск)

## Кубок Лаврова 2021
В 2020 году турнир не состоялся из-за пандемии. Он планировался в Буденновске и мог стать международным. В итоге третий розыгрыш состоялся в 2021.
Третий турнир оказался уникальным, так как стал по настоящему домашним для ставропольского "Виктора". До 2020 года команда из города Ставрополя не разу не играла в Ставрополе. Все из-за отсутствия арены позволяющей принимать игры элитного дивизиона по гандболу. С осени 2020 домашней ареной стала "Восток -Арена". Она же и приняла турнир памяти Лаврова.
Изначально планировалось восемь команд участниц. Но в последний момент "Донские казаки" из Таганрога отказались от участия. В итоге пришлось отказаться от формата 2019 года и провести круговой турнир.
Турнирное положение. 1.Динамо — 10 очков (6 матчей). 2.СГАУ-Саратов — 8 (6). 3.Акбузат — 8 (6). 4.СКИФ — 6 (6). 5.Каустик — 4 (6). 6.Виктор — 2 (5). 7.ВГТУ-Воронеж — 2 (5).

## Кубок Лаврова 2022
Четвёртый турнир имени заслуженного тренера России вновь прошёл в Ставрополе. На этот раз турнир уже приобрёл статус международного Кубка. Впервые в Ставрополь приехал минский СКА. Также на турнире дебютировали флагманы российского гандбола московский ЦСКА и "Чеховские медведи".
В 2022 году Кубок Лаврова не уехал за пределы Ставропольского края. "Виктор" в финале победил медведей из Чехова
14.08. Виктор (Ставрополь) — Чеховские медведи— 26:20 (11:11)
Судьи: Семененко, Стреленый.
Виктор: Заболотский, Лысенко; Болотин, Мазуров (2), Резник, Некрасов (3), Ильтинский (5/4), Беляев (2), Харитонов (1), Максимов, Гребёнкин (6), Цокол (1), Пасёнов, Карибов, Афлитулин (4), Ларин (2), Гроцкий, Лукинов, Кочура, Врачевич.
Чеховские медведи: Павленко, Грушко, Мартыненко; Морозов, Санталов (1), Емельяненко, К. Котов (2/1), Медведков, А. Котов, Остащенко (3), Корнев (1), Дзёмин (2), Фурцев (2), Дёмин (1), Кандыбин, Ермаков (3), Кулак (1), Каменев (4).
Положение команд:
1.Виктор(Ставрополь) 
2.Чеховские медведи(Чехов) 
3.ЦСКА(Москва) 
4.СГАУ-Саратов(Саратов) 
5.СКИФ(Краснодар) 
6.СКА(Минск) 
7.Каустик(Волгоград) 
8.Виктор-2(Ставрополь)

## Кубок Лаврова 2023
"ВиктОр" стал первой командой которая стала двукратным обладателем Кубка. В пятом розыгрыше главного предсезонного турнира страны состав участников был более традиционным. Единственным новичком турнира стал омский "Скиф".
Итоговое положение.
1.Виктор — 10 очков.
2.СКИФ — 8.
3.Динамо — 6.
4.Каустик — 4.
5.Скиф — 2.
6.СГАУ-Саратов — 0.

## Кубок Лаврова 2024
Кубок Лаврова 2024 года прошел в Буденновске.
Итоговое положение (после 5 туров). 1.СКИФ — 8 очков. 2.Виктор — 8. 3.СГАУ-Саратов — 4. 4.Воронеж — 4. 5.Динамо — 4. 6.Каустик — 2.

## Победители турнира
2018- СКИФ(Краснодар)
2019- СГАУ-Саратов
2021- "Динамо" (Астрахань)
2022- "Виктор" (Ставрополь)
2023-"Виктор" (Ставрополь)
2024-СКИФ(Краснодар)